# جون أبيرج
جون أبيرج (بالسويدية: Johan Åberg)‏ هو مدير وكاتب أغاني ومنتج أسطوانات سويدي، ولد في 17 أبريل 1972.